# ずい道内作業者
ずい道内作業者（ずいどうないさぎょうしゃ）とは、ずい道等の掘削、覆工等の業務に係る特別教育を修了した者。

## 概要
- ずい道等の掘削の作業又はこれに伴うずり、資材等の運搬、覆工のコンクリートの打設等の作業（当該ずい道等の内部において行われるものに限る）に係る業務

## 受講資格
- 満18歳以上

## 特別教育
- 各講習機関により違う。
- 告示で規定された履修時間は7時間（以上）となっている。

### 講習科目
1. 掘削、覆工等に関する知識
2. 工事用設備に関する知識
3. 労働災害の防止に関する知識
4. 関係法令